# Alaixys Romao
Jacques-Alaixys Romao, född 18 januari 1984, mer känd som Alaixys Romao, är en franskfödd togolesisk fotbollsspelare (mittfältare) som spelar för Stade Reims i Ligue 1.

## Klubbkarriär
Den 24 juli 2018 värvades Romao av Stade Reims, där han skrev på ett tvåårskontrakt.

## Landslagskarriär
Romao var med i Togos trupp vid fotbolls-VM 2006.